# Nithan Brindamohan
Nithan Brindamohan es un deportista canadiense que compite en taekwondo. Ganó una medalla de oro en el Campeonato Panamericano de Taekwondo de 2024, en la categoría de –54 kg.

## Palmarés internacional
| Campeonato Panamericano | Campeonato Panamericano | Campeonato Panamericano | Campeonato Panamericano |
| Año                     | Lugar                   | Medalla                 | Categoría               |
| ----------------------- | ----------------------- | ----------------------- | ----------------------- |
| 2024                    | Río de Janeiro (Brasil) | Medalla de oro          | –54 kg                  |